# Martin Scorsese Presents

Martin Scorsese Presents  est une société américaine de production de films et une fondation créée par le réalisateur Martin Scorsese en 1992.

## Historique
Elle a pour but d'encourager la restauration et la préservation du patrimoine cinématographique mondial. Des films comme :
- L'Enfer de la corruption (Force of Evil) d'Abraham Polonsky
- Rocco et ses frères de Luchino Visconti
- Belle de jour de Luis Buñuel

ont ainsi été de nouveau visible au cinéma.
Documentaires sur l'histoire du cinéma :
- Un voyage avec Martin Scorsese à travers le cinéma américain (A Personal Journey with Martin Scorsese through American Movies) (1995) avec Martin Scorsese et Francis Ford Coppola
- Mio Viaggio in Italia